# Nymphon molleri
Nymphon molleri is een zeespin uit de familie Nymphonidae. De soort behoort tot het geslacht Nymphon. Nymphon molleri werd in 1963 voor het eerst wetenschappelijk beschreven door Clark. 